# Scaptodrosophila pictipennis
Scaptodrosophila pictipennis är en tvåvingeart som först beskrevs av Kertesz 1901.  Scaptodrosophila pictipennis ingår i släktet Scaptodrosophila och familjen daggflugor. Inga underarter finns listade i Catalogue of Life.